# Droylsden
Koordinaten: 53° 29′ N, 2° 9′ W
Droylsden ist eine Stadt in Greater Manchester, England. Sie zählt ca. 25.000 Einwohner und gehört zum Metropolitan Borough Tameside. Die Stadt wuchs aufgrund der Baumwollindustrie, die sich in der Mitte des 19. Jahrhunderts dort ansiedelte. 
Berühmtheiten dieser Stadt sind der Popstar Peter Noone von den Herman’s Hermits, Eric Stewart von 10cc und der Kultautor Jeff Noon. Politiker aus Droylsden sind Kristi Bloor und Harry Pollitt. Droylsden ist auch die Heimatstadt des Fußballklubs Droylsden FC.